# Elecciones federales de México de 1949
Las elecciones federales de México de 1949 tuvieron lugar el 3 de julio del mencionado año con el objetivo de renovar la totalidad de los escaños de la Cámara de Diputados, cámara baja del Congreso de la Unión, para el período 1949-1952. Serían 149 escaños elegidos mediante escrutinio mayoritario uninominal por simple mayoría de votos.
El Partido Revolucionario Institucional (PRI), partido hegemónico que dominaba el país bajo un régimen autoritario y fraudulento, obtuvo una esperable victoria con casi el 94% del voto popular nacional y 142 de los 149 escaños, asegurándose más de dos tercios de la legislatura. El opositor Partido Acción Nacional (PAN) obtuvo sus seis escaños, dos más de los obtenidos en la anterior elección. El Partido Popular (PP) fundado el año anterior, predecesor del Partido Popular Socialista, y considerado un partido paraestatal colaborador del régimen, obtuvo el escaño restante con poco más de 10.000 votos.
Fueron las últimas elecciones de medio término en las que votaron solo los hombres, pues luego de las elecciones federales de 1952 se impondría el voto femenino, el cual se ejercería por primera vez en las siguientes elecciones de medio término de 1955.

## Resultados
|  | 93.90 % |

|  | 5.60 % |

|  | 0.50 % |

|  | 0.50 % |

|  | 100.00 % |